# Le Nouveau Sous-préfet
Pour plus de détails, voir Fiche technique et Distribution.

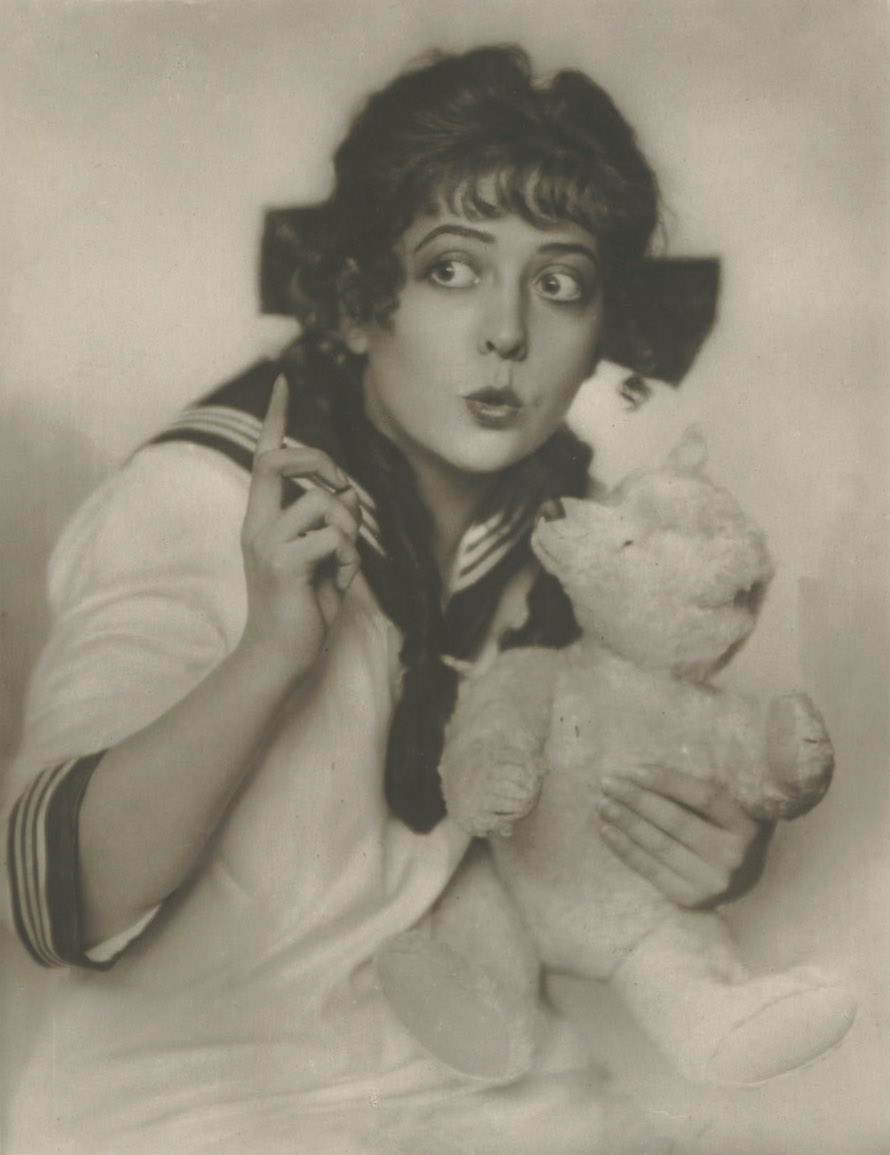
Dorrit Weixler

Le Nouveau Sous-préfet ( Der neue Unterpräfekt) est un film allemand muet réalisé par Charles Decroix, sorti en 1913.

## Fiche technique
- Titre : Der neue Unterpräfekt
- Titre français : Le Nouveau Sous-Préfet
- Réalisation : Charles Decroix
- Pays d'origine :  Empire allemand
- Sociétés de production : Films Charles Decroix
- Format : Noir et blanc - Muet
- Date de sortie :
  -  Empire allemand : 1913[1]

## Distribution
- Dorrit Weixler